# Liolaemus vallecurensis
Liolaemus vallecurensis este o specie de șopârle din genul Liolaemus, familia Tropiduridae, descrisă de Pereyra în anul 1992. A fost clasificată de IUCN ca specie cu risc scăzut. Conform Catalogue of Life specia Liolaemus vallecurensis nu are subspecii cunoscute.